# Bufotes balearicus
Espèce
Synonymes
- Bufo variabilis var. balearica Boettger, 1880
- Bufo balearicus Boettger, 1880
- Pseudepidalea balearica (Boettger, 1880)
- Bufo viridis var. maculata Camerano, 1884 "1883"

Statut de conservation UICN

 LC  : Préoccupation mineure
Bufotes balearicus est une espèce d'amphibiens de la famille des Bufonidae.

## Répartition
Cette espèce se rencontre jusqu'à 1 330 m d'altitude en Europe du Sud :
- dans la plupart de l'Italie dont la Sardaigne et la partie Est de la Sicile ;
- en Corse en France ;
- aux Îles Baléares en Espagne.

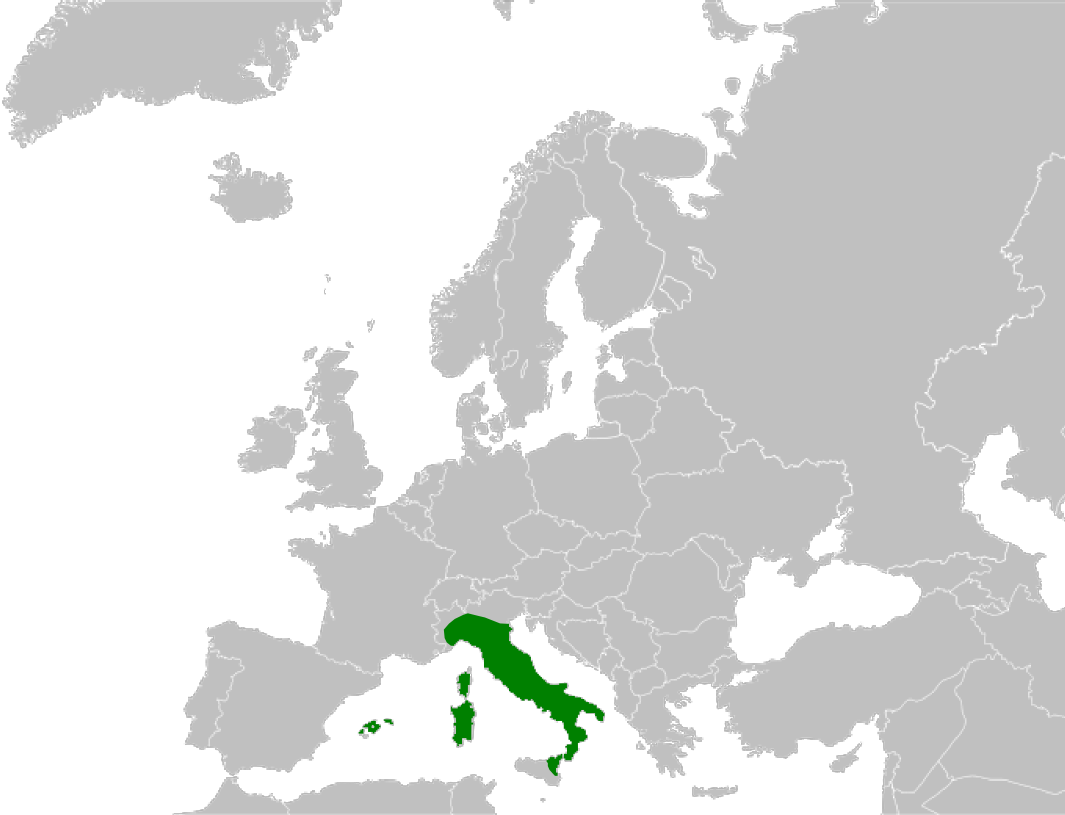
Distribution

La présence de cette espèce aux Baléares est probablement due à une introduction humaine très ancienne.

## Taxinomie

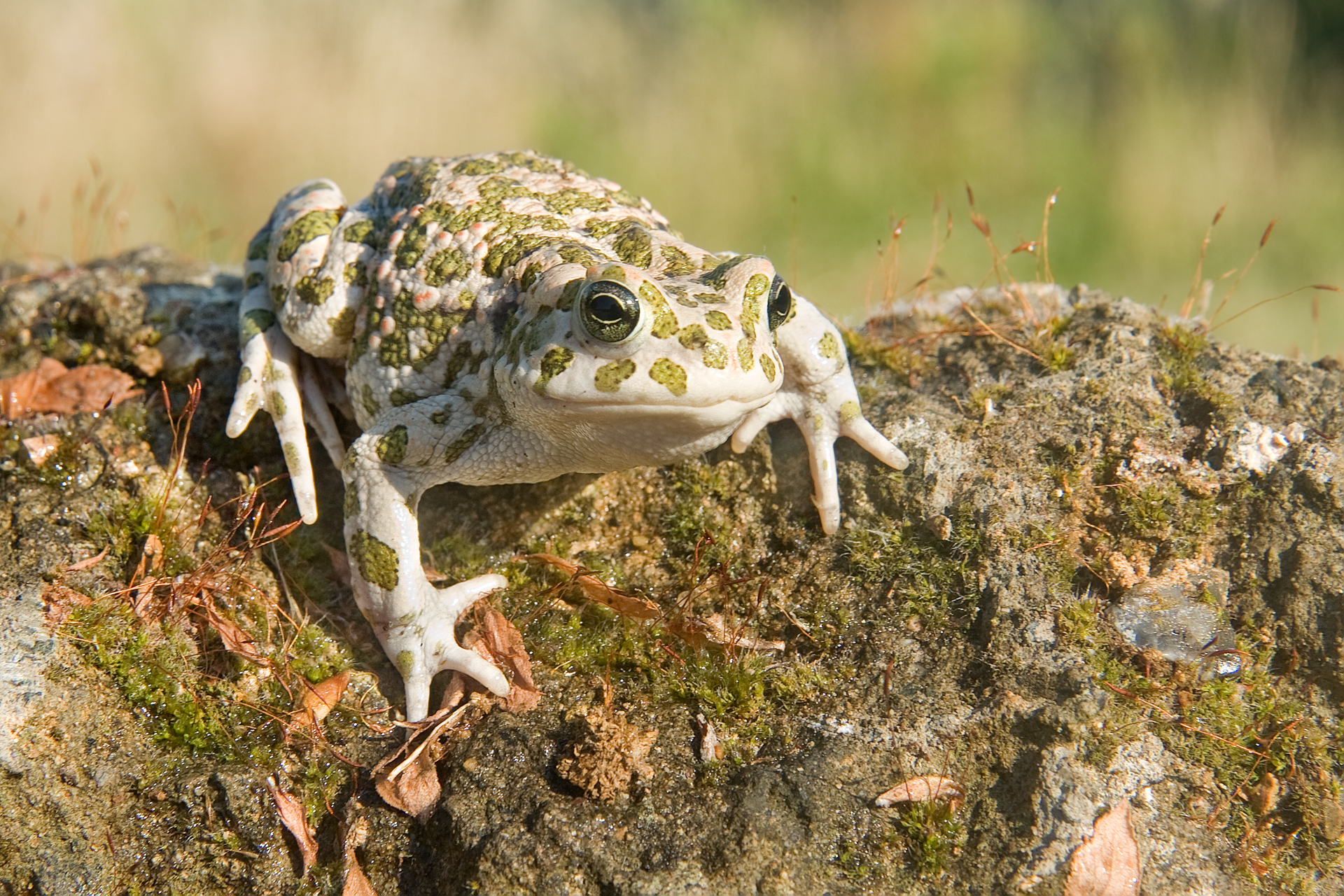
Bufotes balearicus

Cette espèce était considérée comme synonyme de Bufotes viridis, le Crapaud vert, jusqu'en 2006

## Étymologie
Son nom d'espèce lui a été donné en référence au lieu de sa découverte, les Îles Baléares.

## Publication originale
- Boettger, 1880 : Neue Krötenvarietät von den Balearen. Zoologischer Anzeiger, vol. 3, p. 642-643 (texte intégral).